# Anden bølge af feminisme
Anden bølge af feminisme eller Second Wave var en feministisk bevægelse, der varede cirka tyve år. Den udsprang i begyndelsen af 1960'erne i USA og bredte sig til Europa, Tyrkiet og Israel. Bevægelsen havde emner som seksualitet og familie i fokus. Bevægelsen kan ses som en reaktion mod det fornyede fokus på kernefamilien og opfordringen i medierne til at gå hjemme og passe hus og børn i 1950'ernes USA efter en periode i 1940'erne hvor der havde været brug for kvinderne på arbejdsmarkedet bl.a. på grund af krig. Bevægelsen var inspireret af Simone de Beauvoir og hendes værk Det andet køn fra 1949.
I 1961 nedsatte den amerikanske præsident John F. Kennedy en kommission, der skulle kortlægge kvinders stilling i det amerikanske samfund og fremkomme med forslag til ny lovgivning, der skulle styrke ligestilling inden for politik, uddannelse, sundhed, skat m.v. Kommissionen offentliggjorde sin rapport, American Women, den 11. oktober 1963. Rapporten indeholdt en beskrivelse af kvinders stilling i USA og indeholdt en lang række forslag til hvorledes kvinders stilling i det amerikanske samfund kunne styrkes. Dette blev sammen med Betty Friedans bestseller The feminine mystique fra 1963 startskuddet til Second Wave feminismen i USA.
I 1966 blev National Organization for Women grundlagt af 28 personer heriblandt Betty Friedan. I gennem 60'erne og 70'erne blev aborten frigivet i en række europæiske lande, bl.a. England i 1967 og Danmark i 1973. 

I 1968 strejkede 850 syersker i Dagenham, England for ligeløn. Ligeløn blev indført ved lov i England i 1970Det blev en afgørende strejke, der er lavet en film om strejken i 2010. Den danske titel er Det stærke køn. I Danmark blev ligelønnen indført i 1976.